# 天園四
波江座κ，又名CD-48 637，HD 15371、SAO 215906、HR 721，是波江座的一颗恒星，视星等为4.25，位于銀經267.12，銀緯-62.24，其B1900.0坐标为赤經2h 23m 19.2s，赤緯-48° -62.24′ 9″。